# Treball reproductiu

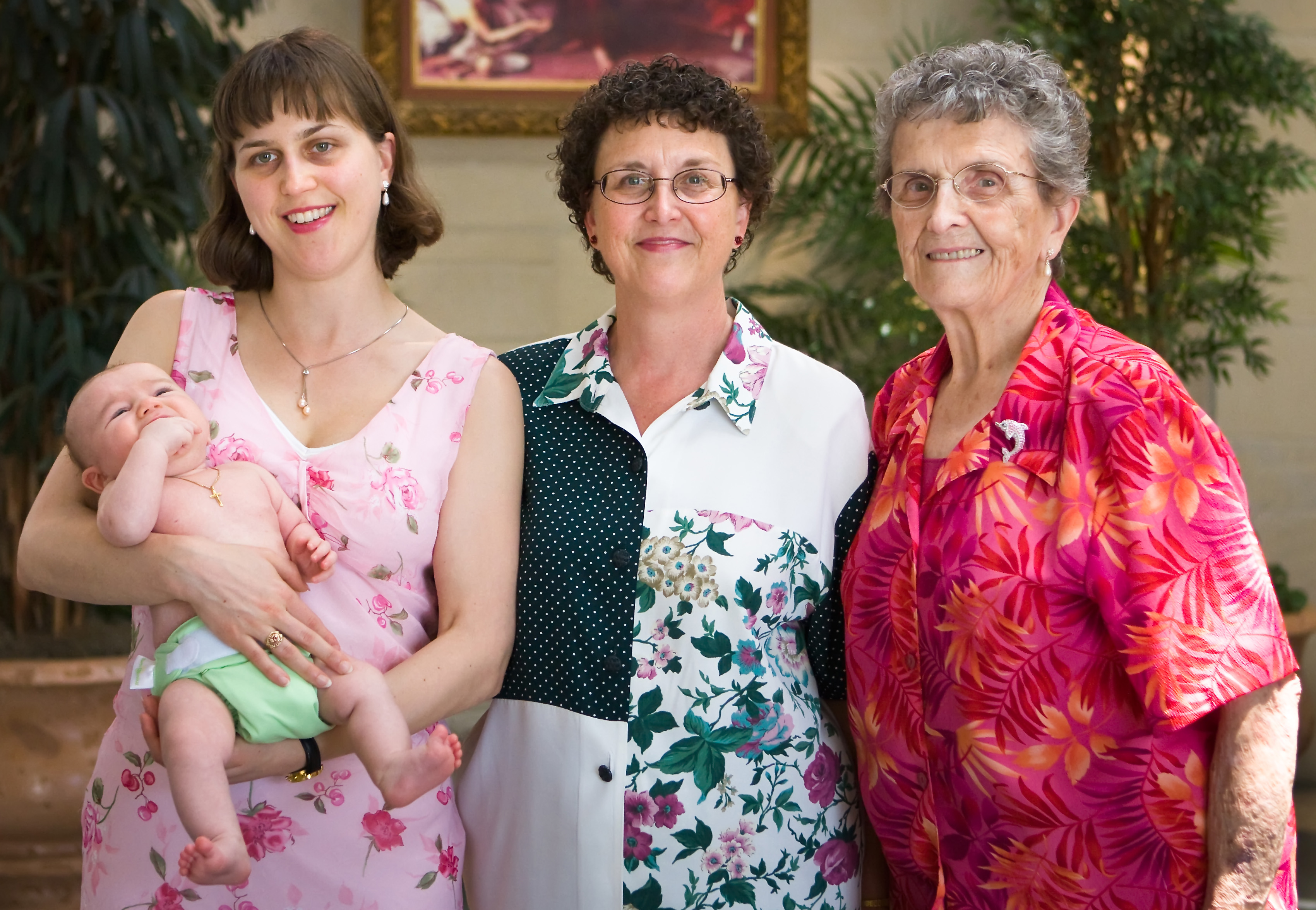
Quatre generacions, el nen en braços de la seva mare, àvia i besàvia per línia materna. La reproducció humana i la reproducció social ha estat garantida per la dona. No obstant això, el treball de reproducció -la reproducció i l'atenció i les cures per a la supervivència - no és reconegut ni pagat. El treball de la dona ha estat històricament expropriat a situar-la en una posició social inferior i de submissió, convertint-la en una simple fàbrica de mà d'obra. La revolució reproductiva de les últimes dècades -disminució de l'esforç reproductiu al reduirse el nombre d'infants- està canviant el paper tradicional de la dona.

El treball reproductiu o treball de la reproducció es refereix tant al treball necessari per a la reproducció humana dutes a terme per les dones al llarg de la història (l'embaràs, el part o la lactància) com el conjunt d'atencions i cures necessàries per al manteniment de la vida i la supervivència humana: alimentació, cures físiques i sanitaris, l'educació, les relacions socials, suport afectiu i psicològic o el manteniment dels espais i béns domèstics.
S'anomena treball reproductiu per diferenciar-ho del treball productiu dirigit a generar béns i serveis. Davant del treball productiu, assalariat i reconegut socialment en les societats industrialitzades, el treball de reproducció no es reconeix ni econòmica ni socialment. Els canvis socials en l'esfera productiva i reproductiva força a repensar la tradicional i desigual distribució de les càrregues entre les dones i els homes, així com el reconeixement social i econòmic treball reproductiu.